# 柬埔寨商業銀行
柬埔寨匯商銀行（英語：Cambodia Commercial Bank）是柬埔寨國內的第一間外資銀行，該銀行設立於1991年，是泰國匯商銀行全資擁有的子公司，其於柬國境內有4間分行。

## 外部連結
- 柬埔寨匯商銀行官方網站